# Пимпирев, Христо Цанев
Христо Цанев Пимпирев (болг. Христо Цанев Пимпирев, родился 13 февраля 1953 в Софии) — болгарский учёный-геолог и исследователь Антарктики, доктор геолого-минералогических наук, профессор геологии Софийского университета и первый болгарский полярный исследователь, поднявший флаг Болгарии над Южным полюсом.

## Академическая карьера
Окончил в 1978 году геологический факультет Софийского университета и получил степень магистра геологии, в 1981 году назначен ассистентом, в 1984 — старшим ассистентом. Доктор наук с 1987 года, главный ассистент с 1988 года, в 1994—2004 годах доцент, с 2005 года — профессор геологии Софийского университета. Является основоположником болгарских антарктических исследований и участником первой болгарской экспедиции в Антарктиду в сезоне 1987/1988. Руководитель ежегодных болгарских научных экспедиций, председатель и учредитель Болгарского антарктического института. С 2007 года директор Национального центра полярных исследований.
Пимпирев участвовал в научных экспедициях на вершину Ама-Даблам в Гималаях, спелеологических экспедициях в китайской части Тибета, в экспедициях во Вьетнаме, Колумбийских Андах и на острове Элсмир (Канадская Арктика). Преподавал историческую геологию и палеогеографию, читал лекции в университетах США, Португалии, Уругвая, Чили, Колумбии, Германии, Испании, Аргентины, Канады, Южной Кореи и других стран. Автор пяти книг, шести документальных фильмов и более 150 научных статей.
8 января 2013 он стал первым болгарским полярником, поднявшим флаг Болгарии на Южном полюсе: экспедиция, в которой он участвовал, была приурочена к 100-летию гонки Руаля Амундсена и Роберта Скотта. В Антарктиде носят имя Пимпирева ледник и земля на острове Ливингстон в архипелаге Южных Шетландских островов.

## Членство в международных организациях
- Представитель Республики Болгарии в Международном научном комитете по антарктическим исследованиям (SCAR) с 1994 г.[3]
- Представитель Республики Болгарии в Совете по управлению национальными антарктическими программами (COMNAP) с 1994 г.[4], вице-президент в 2006—2009 гг.
- Представитель Республики Болгарии в консультативном совещании по Антарктическому договору (ATCM) с 1995 г.[5]
- Представитель Республики Болгарии в Европейском полярном совете (EPB) с 2001 г.[6], вице-президент в 2009—2012 гг.

## Награды
- Орден Кирилла и Мефодия I степени (Болгария)
- Орден Полярной звезды (Монголия) — за заслуги в создании Монгольского антарктического института и заложение основ монгольских научных исследований в Антарктике
- Медаль Святого Климента Охридского I степени
- Премия «Золотая книга» за развитие болгарской науки и культуры
- Почётный значок вклада в Болгарский национальный идеал ВМРО
- Почётный гражданин города Лясковец

## Книги
- Каменов Б., Хр. Пимпирев 1993. Докосване до Антарктида. Университетско издателство „Св. Климент Охридски“
- Pimpirev, Ch., Balabanski, D. 1998. Ice magic/Ледена магия. Университетско издателство „Св. Климент Охридски“
- Pimpirev, Ch., Davidov, N. 2003. Antarctica: The Extreme South. St. Kliment Ochridski University  Press, Sofia
- Пимпирев, Хр., 2010. История на Земята. Университетско издателство „Св. Климент Охридски“
- Пимпирев, Хр., 2013. Антарктически дневници. Университетско издателство „Св. Климент Охридски“

## Документальные фильмы
- „Експедиция Антарктида” – БНТ, Програма Атлас (1988) - автор
- „Българи на Антарктида” – БНТ, Програма Атлас (1994) - автор
- „Южно лято” – БНТ, Програма Атлас (1995) – автор
- „България на два океана” - БНТ, Програма Атлас (1996) – сценарист
- „Под знака на Южния кръст” – БНТ (2006) - сценарист
- „Антарктида 2012” – Филм ауторс (2012) - консультант
- „90 градуса южна ширина” – БНТ (2014) - автор